# Drukpa
Drukpa, o Drukpa Kagyu (in lingua tibetana druk = "Drago del Tuono", pa = "persona", sottinteso "scuola") è una delle scuole maggiori all'interno della tradizione Kagyu del Buddismo tibetano.
All'interno del lignaggio Drukpa vi sono altre sotto-scuole, la più importanti delle quali è quella che si è sviluppata nel Kham, una regione storica del Tibet orientale. In Bhutan il lignaggio Drukpa è la scuola dominante ed è la religione di Stato.
La scuola fu fondata nel Tibet occidentale da Tsangpa Gyare (1161-1211).
In Bhutan la scuola è guidata dal Re del Bhutan e dallo Je Khenpo, il capo della comunità monastica.

## Monasteri
Importanti monasteri della scuola Drukpa sono:
- Monastero di Ralung, nel Tibet centrale, appena a nord del Bhutan
- Monastero Druk Sangag Choeling
- Monastero di Hemis
- Dzong di Thimphu, che ospita la Comunità Monastica Centrale in estate
- Dzong di Punakha, che ospita la Comunità Monastica Centrale in inverno
- Monastero di Namdruk
- Monastero di Hanle